# Kunmingosaurus
Kunmingosaurus là một chi khủng long sauropoda sống vào thời kỳ Jura sớm. Hóa thạch của nó được tìm thấy tại tỉnh Vân Nam, Trung Nam năm 1954.